# NGC 402
NGC 402 é uma estrela na direção da constelação de Pisces. O objeto foi descoberto pelo astrônomo Lawrence Parsons em 1874, usando um telescópio refletor com abertura de 72 polegadas. 